# Braunsdorf (Spreenhagen)

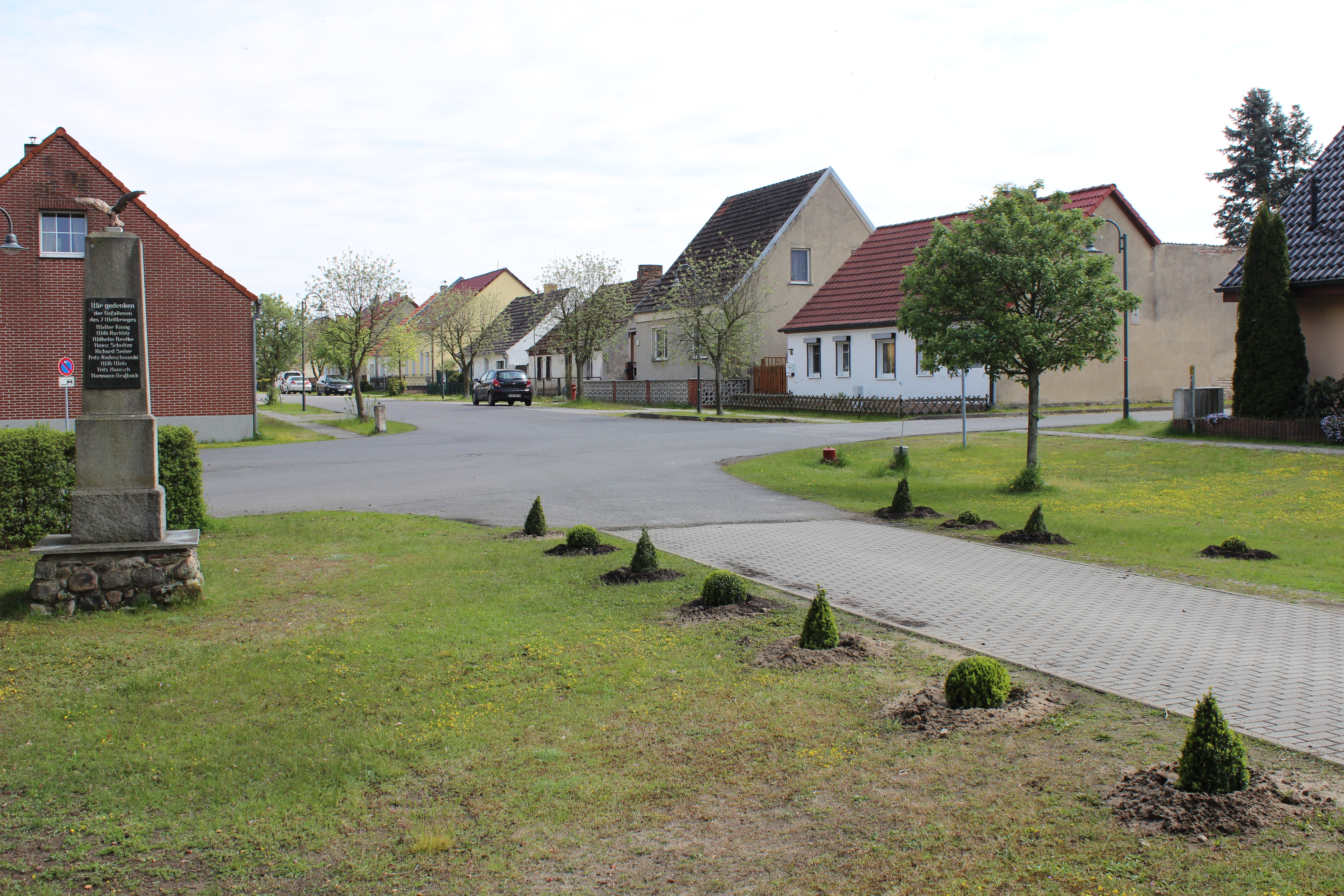
Blick auf die Dorfstraße, links befindet sich das Kriegsgefallenendenkmal

Braunsdorf (niedersorbisch Brunojce) ist ein Ortsteil von Spreenhagen mit 254 Einwohnern (Stand 30. Juni 2022) im Landkreis Oder-Spree in Brandenburg.

## Lage
Braunsdorf liegt im Naturpark „Müggelspree“ und ist umgeben von zahlreichen Biotopen. Südwestlich von Braunsdorf befindet sich etwa das Große Fürstenwalder Stadtluch. Dort leben aufgrund seiner sumpfigen Beschaffenheit Störche, Reiher und Kraniche.

## Geschichte

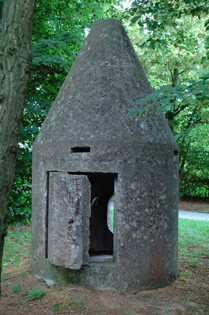
Früherer Einmannbunker in Braunsdorf

Ausgehend vom Befehl Friedrichs des Zweiten, kam es in der Stadtheide von Fürstenwalde am 31. Dezember 1751 zur Errichtung eines Kämmereidorfes, das später nach seinem zweiten Bürgermeister Braun benannt wurde. Nach einem zweistündigen Brand im Jahr 1833 wurde das Dorf mithilfe von Spenden der Stadt Fürstenwalde sowie umliegenden Dörfern ein Jahr später wieder neu aufgebaut.
In den 1960er Jahren kam es aufgrund einer Begradigung des Oder-Spree-Kanals unweit von Braunsdorf zur Entstehung einer Insel, die heute als Wochenendsiedlung genutzt wird.

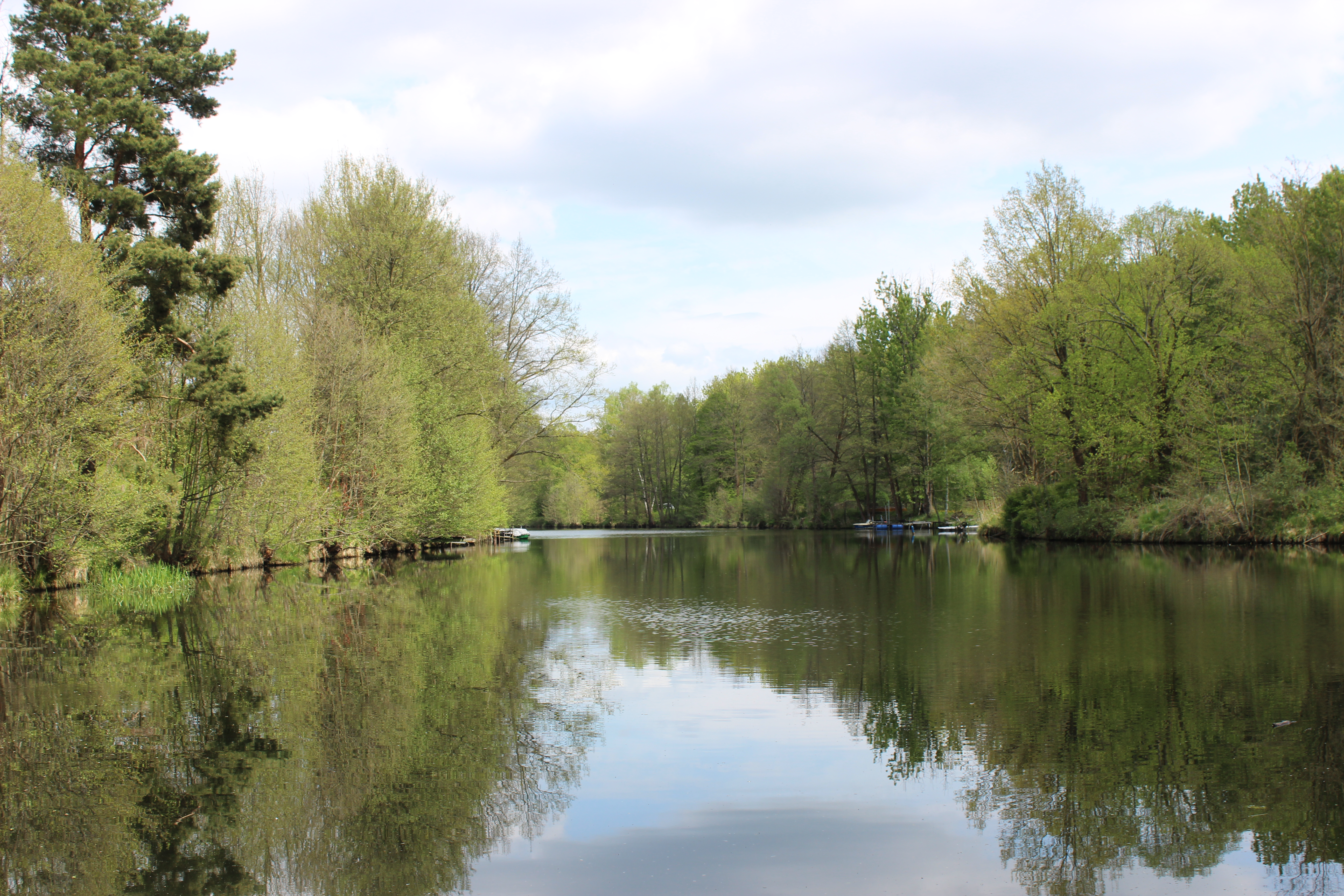
Ehemaliger Verlauf des Oder-Spree-Kanals, heute Wochenendsiedlung

## Sehenswürdigkeiten
Im Zentrum des Dorfes befindet sich der Braunsdorfer Brunnen (gespendet von der Steinmetz-Firma Ferch-Struck) mit der Bronze-Figur „Kalle Barfuß“, welche einen Badejungen darstellt.
Unweit des Brunnens befindet sich zudem ein Denkmal für gefallene Soldaten aus Braunsdorf im Ersten Weltkrieg.